# Srei Sukonthor
Srei Sukonthor hoặc Dhamkat Sokonthor (sinh năm 1473 - mất năm 1499  hoặc năm 1512) , là vua Campuchia từ 1494 đến 1499 hoặc từ 1504 đến 1512 dưới tên trị vì của "Sri Sugandhapada".

## Tiểu sử
Dhamkat Sokhontor là con trai cả của vua Thommo Reachea I và công chúa Sri Thida Rajavi. Ông trở thành vua ở tuổi 26 sau cái chết của cha mình.
Ngay từ đầu triều đại của Sukonthor, người em trai cùng cha khác mẹ của ông là Hoàng tử Ang Chan đã đưa ban chức phó vương và đóng đô tại Phnom Penh trong khi nhà vua Sukonthor định đô tại Srey Santhor. Đất nước Campuchia thực tế chia thành hai phe.
Ít lâu sau, nhà vua Sukonthor đã thất sủng một trong những vị quan yêu thích của mình tên là Kan, người vốn dĩ là con trai của một người nô lệ tên Bijai Naga (Vijayanaka). Kan cũng là anh trai của Nang Pean, một trong những vị vương phi mà vua Sukonthor rất yêu mến. Kan lần lượt chiếm một số tỉnh và bắt buộc phó vương Ang Chan từ bỏ Phnom Penh, chạy trốn để tìm sự giúp đỡ của vua Xiêm.
Neay Kan, chiếm một nửa đất nước, đánh bại các lực lượng triều đình trong một số cuộc chiến năm 1508. Ông ta đã chiếm ngai vàng và vương miện từ tay vua Dhamkat Sokhanthor, đặt tên triều đại của mình là "Parama Bupati" nhưng mà không chiếm được các biểu tượng của hoàng gia như thanh bảo kiếm Preah Khan Reach .
Năm 1512, Neay Kan sát hại vua Dhamkat Sokonthor, người đã lánh nạn với một vài tín hữu trong một pháo đài nhỏ trên một hòn đảo nhỏ ở sông Sen.